# ヤマハ・RD
ヤマハ・RD（アールディー）は、ヤマハ発動機が製造販売していたオートバイのシリーズ車種。50ccクラスから400ccクラスまで排気量別に生産された。

## 概要
同社のAX125、DX250、RX350の後継機種として、またスズキ・GTおよびRGシリーズやカワサキ・SS（マッハ）およびKHシリーズの対抗車種として開発が行われた、2ストロークエンジンを搭載する車種である。同シリーズの生産は、1973年から1988年まで製造されたが、1980年以前は国内・輸出仕様車の名称として、1980年以降は後継車であるRZシリーズの輸出仕様車の名称となっていた（仕向地によっては車種名称をRZとする場合がある）。1980年代以降のRD250LC、RD350LC、RD350・RZ350（YPVSを搭載したRZ350R、RZ350RRの輸出仕様）についてはヤマハ・RZの項を参照。
RDの名の由来は、ヤマハ内の排気量別コード名から。Rはレーサーまたは350cc、Dは250ccを意味する。

## 年代別ラインナップ一覧
- 1973年:RD50,RD60,RD250,RD250,RD350
- 1974年:RD50,RD60A,RD90,RD125,RD200A,RD250A,RD350A
- 1975年:RD50,RD60B,RD125B,RD200B,RD250,RD250B,RD350,RD350B
- 1976年:RD50,RD125C,RD125II,RD200C,RD250,RD400,RD400C
- 1977年:RD50,RD125,RD250,RD400D,RD400-II
- 1978年:RD50,RD50SP,RD90,RD125,RD250DX,RD400E
- 1979年:RD50,RD50sp,RD90,RD125,RD250,RD400,RD400F DaytonaSpecial
- 1980年:RD50,RD250LCRD250,RD350LC（以降、輸出専用車）
- 1981年:RD80,RD250LC,RD350LC
- 1982年:RD80LC,RD250LC,RD350LC
- 1983年:RD250LC,RD350LC
- 1984年:RD250LC,RD350LC,RD500LC
- 1985年:RD250LC,RD350LC,RD500LC
- 1986年:RD250LC,RD350LC,RD500LC
- 1987年:RD250LC,RD350LC,RD500LC
- 1988年:RD250LC,RD350LC,RD500LC

## 排気量別モデル一覧

### RD50
1972年に発売されたFX50の欧州仕様を1973年にRD50と名称変更。1974年に国内仕様のRD50を発売。
RD125
1973年に発売

### RD250
1971年に発売されたDX250の後継機種として、1973年に販売が開始された空冷2ストロークエンジン（最高出力30馬力）を搭載するスポーツバイク。兄弟車としてRD350（後にRD400）も併売しており、フレーム等を共用していたことから、エンジンなどを流用して組み上げられている個体も多い。1975年、1978年にマイナーチェンジを受けるが、最終形の丸みを帯びたデザインは特に人気を集め、RZシリーズにバトンタッチされた後も、中古車市場で長らく人気を集めることとなった。 

### RD350

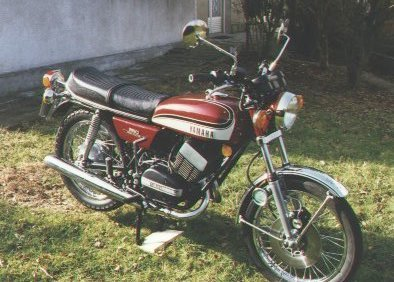
RD350

1973年に発売されたRD250の兄弟車。フレームなどは250と共用。このため後年、250のオーナーがエンジンなどを流用したことから国内仕様が現存することは希である。1975年、ライバルの高排気量化にともないRD400へバトンタッチされた。 

### RD400

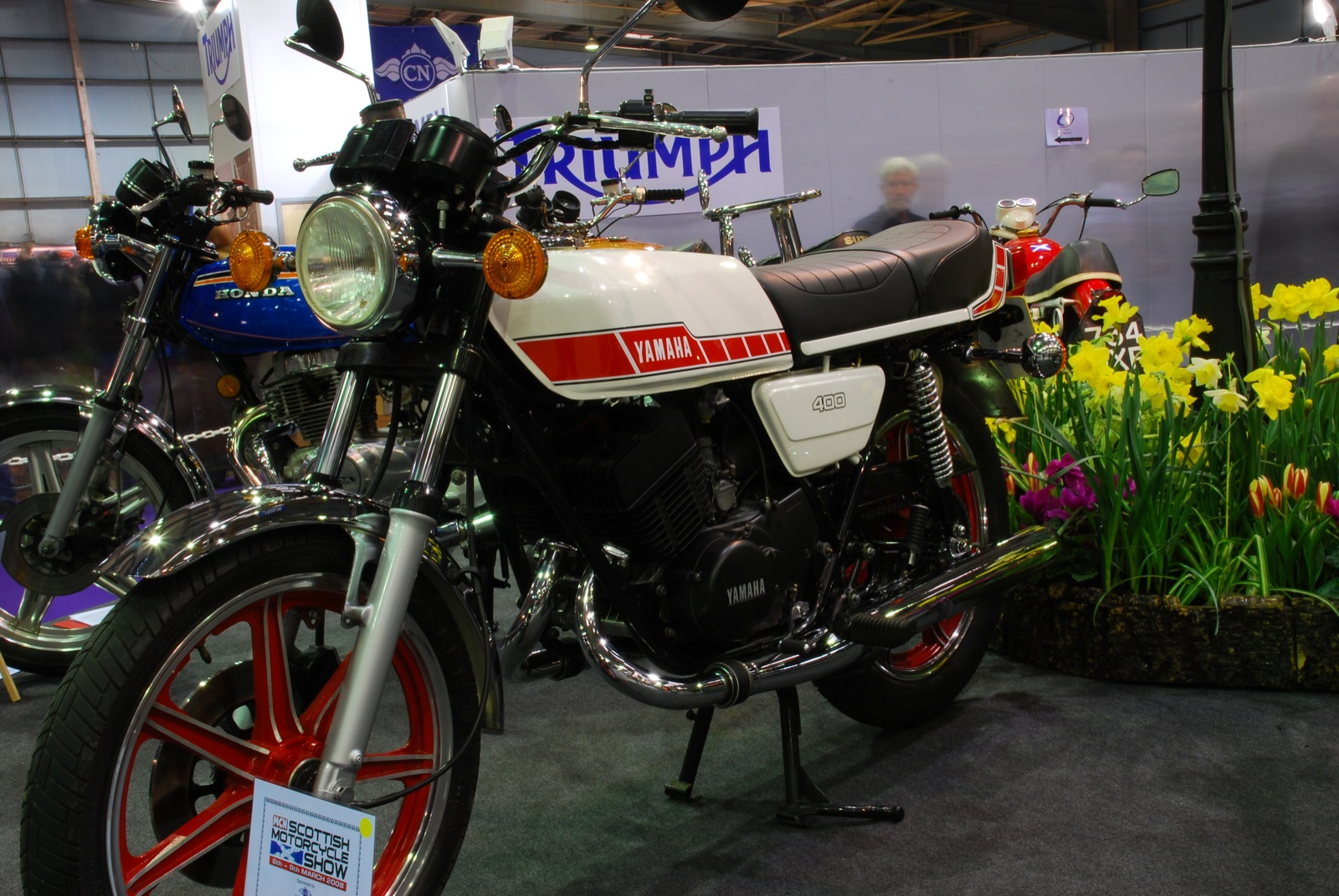
RD400

1975年に発売されたRD250の兄弟車。搭載した空冷2ストローク2気筒のエンジンは、最終型では最高出力40馬力を発揮した。前身のRD350同様フレームなどをRD250と共用していることから、現存するRD350同様に国内仕様車が少ない。400/250の最終型はキャストホイールを装備していたが型名はSPがつかないままであった。